# Boris Pistorius
Boris Pistorius (Osnabrück, 14 marzo 1960) è un politico tedesco, Ministro della difesa della Germania dal 19 gennaio 2023 nei governi Scholz e Merz. In precedenza era stato ministro degli interni e dello sport nel governo statale della Bassa Sassonia dal 2013 e ha fatto parte del parlamento statale della Bassa Sassonia dal 2017, fino alla sua carica di ministro federale nel 2023.

## Biografia
Pistorius è nato a Osnabrück, figlio di Ursula Pistorius (nata Raabe) e Ludwig Pistorius. Sua madre è stata membro del Landtag della Bassa Sassonia dal 1978 al 1990.
Dopo aver preso la maturità presso l'Ernst-Moritz-Arndt Gymnasium di Osnabrück, è stato arruolato nel servizio militare nella Bundeswehr nel 1980 prima di intraprendere gli studi di giurisprudenza presso l'Università di Münster e l'Università di Osnabrück, e anche, per un breve periodo, presso l'Université catholique de l'Ouest.

## Carriera politica
Pistorius ha lavorato come consigliere personale del ministro degli Interni della Bassa Sassonia Gerhard Glogowski nel governo guidato dal ministro-presidente Gerhard Schröder dal 1991 al 1995, ed è stato vice capo del suo ufficio dal 1995 al 1996.
Pistorius è entrato a far parte dell'SPD nel 1976 e ha fatto parte del consiglio comunale dal 1996 al 2013 e dal 1999 al 2002, è stato vice sindaco di Osnabrück.
Pistorius è diventato sindaco di Osnabrück il 7 novembre 2006 vincendo con il 55,5% contro Wolfgang Griesert che sarebbe poi diventato sindaco dopo le sue dimissioni a causa della sua posizione al governo della Bassa Sassonia nel 2013.

### Ministro di Stato dell'Interno, 2013-2023
Dopo le elezioni statali della Bassa Sassonia nel 2013, Pistorius ha prestato giuramento come ministro degli interni e dello sport alla sessione costituente del 17° parlamento statale della Bassa Sassonia il 19 febbraio 2013.
Dal 2013 al 2017 Pistorius è stato uno dei rappresentanti dello Stato al Bundesrat tedesco; dal 2017 è stato membro supplente. In questa veste, è stato membro del gruppo di amicizia russo-tedesco istituito in collaborazione con il Consiglio della Federazione Russa. È stato anche membro supplente della delegazione tedesca all'Assemblea parlamentare della NATO, dove ha fatto parte del Comitato politico, della sua Sottocommissione per i partenariati NATO e della sua Sottocommissione per le relazioni transatlantiche.
Durante la sua permanenza nel governo statale, Pistorius è stato ampiamente notato per la sua posizione dura sul radicalismo islamista, le minacce terroristiche, la criminalità organizzata e l'estremismo di estrema destra.

### Ministro federale della Difesa, dal 2023
Nel gennaio del 2023 è stato scelto dal cancelliere Olaf Scholz come nuovo ministro della Difesa in seguito alle dimissioni di Christine Lambrecht.
Nel novembre del 2024 rinuncia alla candidatura a cancelliere.
Nel maggio 2025 è stato confermato (unico tra i ministri del governo precedente) ministro della Difesa nel governo di Friedrich Merz.

## Vita privata
Pistorius è sposato con la politologa Julia Schwanholz dal dicembre 2023. La prima moglie, Sabine Pistorius, nata Heß (1961-2015), è morta il 27 agosto 2015  per complicazioni dovute al cancro. Dall'ottobre 2016 alla primavera del 2022, Pistorius ha avuto una relazione con Doris Schröder-Köpf. Ha due figlie.
In gioventù ha giocato a calcio insieme ai suoi due fratelli nella società sportiva locale Schinkel 04, di cui suo padre ha costruito e gestito il settore giovanile. Pistorius è tifoso della squadra di calcio VfL Osnabrück e appassionato della serie di fantascienza Starship Enterprise.